# Carl-Magnus Magnuson
Carl-Magnus Magnuson, född 16 maj 1919 i Jakobs församling, Stockholms stad, död 12 december 2009 i Kungsholms församling, Stockholms län, var en svensk präst.

## Biografi
Carl-Magnus Magnuson föddes 1919 i Jakobs församling, Stockholm. Han var son till tjänstemannen Oscar Magnuson och Alwa Larsson. Magnuson Magnuson avlade teologie kandidatexamen vid Uppsala universitet 1942, prästvigdes 1942 och tjänstgjorde samma år vid Stockholms örlogsstation. Han var 1944–1947 kyrkoadjunkt i Vaxholm, 1947–1950 stiftsadjunkt i Stockholm och 1950–1962 kyrkoadjunkt i Kungsholms församling. Magnuson avlade 1959 filosofisk ämbetsexamen i Stockholm och var 1963–1984 kyrkoherde i Kungsholms församling. Han var 1979–1984 kontraktsprost i Domkyrkokontraktet i Stockholms stift. Magnuson avled 2006 i Råsunda församling. Han vilar på Norra begravningsplatsen utanför Stockholm.
Magnuson var även 1945–1947 krigsfångesekreterare i Frankrike, 1952 fältpräst i Korea, 1974–1991 ledamot av Stockholms läns landsting och 1983–1995 ledamot av kyrkomötet.

### Familj
Magnuson gifte sig 1943 med Kristina Landström (född 1919), dotter till muraren Axel Landström och Frida Jakobsson.